# Serrat del Trompa
El Serrat del Trompa és un serrat del terme municipal de Monistrol de Calders, a la comarca del Moianès.

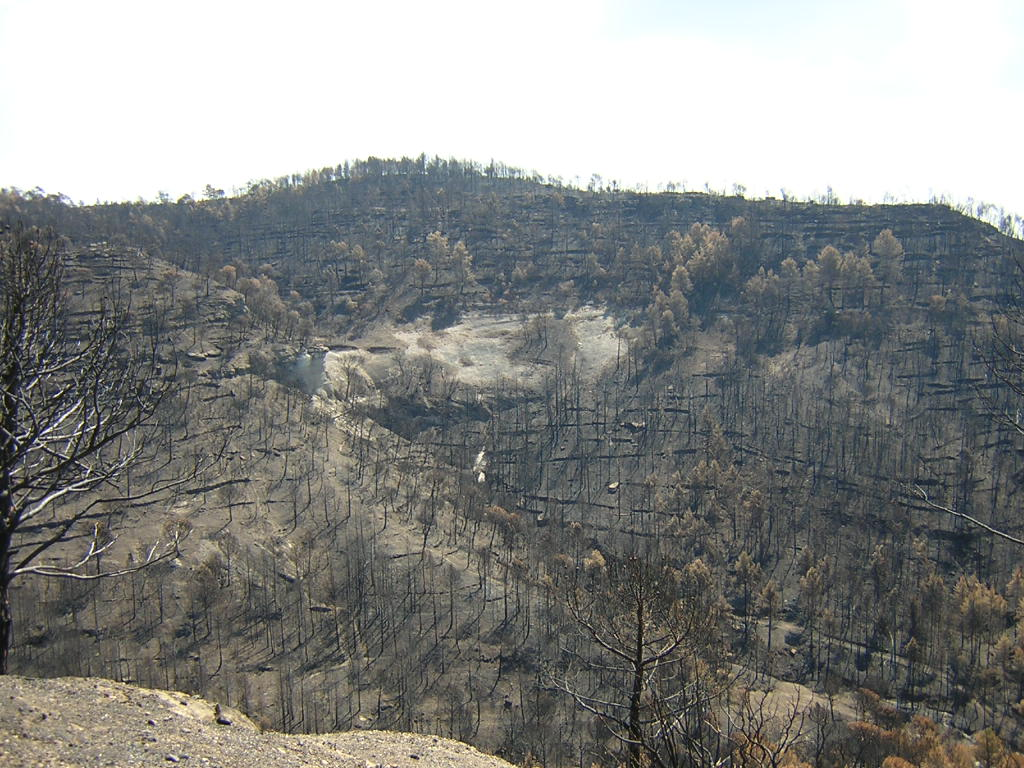
El Serrat del Trompa, deu dies després de l'incendi

Està situat a l'extrem sud-oriental del terme, a prop del límit amb Granera. És un contrafort del massís de Trullars que davalla cap al sud-oest fins al damunt mateix de la Bauma Freda. Queda a la dreta del torrent de l'Om.
Al costat de ponent del serrat hi ha la roca singular coneguda com el Codro del Serrat del Trompa, i en el seu extrem nord-est es troba la Pedrera del Tasar.